# Ligné (Charente)
Ligné település Franciaországban, Charente megyében. Lakosainak száma 146 fő (2022. január 1.). Ligné Charmé, Fouqueure, Juillé, Luxé és Tusson községekkel határos.

## Népesség
A település népességének változása:
| Lakosok száma | 226  | 216  | 194  | 167  | 162  | 159  | 159  | 157  | 154  | 146  |
|               | 1968 | 1982 | 1990 | 2006 | 2013 | 2015 | 2017 | 2019 | 2020 | 2022 |